# Kreßberg
Kreßberg är en kommun i Landkreis Schwäbisch Hall i regionen Heilbronn-Franken i Regierungsbezirk Stuttgart i förbundslandet Baden-Württemberg i Tyskland. Kommunen bildades 1 januari 1973 genom en sammanslagning av kommunerna Waldtann, Marktlustenau, Mariäkappel och Leukershausen.
Kommunen ingår i kommunalförbundet Fichtenau tillsammans med kommunen Fichtenau.